# Andreï Yakubik
Andreï Aleksandrovitch Yakubik (russe : Андрей Александрович Якубик) (né le 24 août 1950 à Moscou) est un joueur de football et entraîneur soviétique.

## Biographie
Yakubik est né et a grandi dans l'arrondissement Presnienski de Moscou, où le sport a toujours occupé une place spéciale. Dès l'âge de sept ans, il a commencé à s'intéresser au sport. Il passait tout son temps libre au stade Metrostroï, à côté duquel il habitait : il faisait de la natation, jouait au hockey et au football.
Yakubik a commencé à jouer sérieusement au football en 1963, lorsqu'il est entré dans l'équipe de jeunes du club Metrostroï.
En 1967, à l'âge de 17 ans, Andrei Yakubik a été invité au légendaire Dynamo de Moscou. Dès l'âge de 18 ans, Yakubik a joué pendant trois ans dans l'équipe de réserve du Dynamo. Andreï Yakubik a joué son premier match pour l'équipe principale du Dynamo en 1971, et en 1972, il s'est fermement établi dans l'équipe.
En 1979, Yakubik a reçu un appel de Tachkent avec une proposition de relancer l'équipe du club de football de Tachkent Pakhtakor où toute l'équipe entière de football a été tuée à la suite du terrible accident aérien de Dneprodzerzhinsk. Afin de rétablir l'équipe, il a été décidé de faire appel à des joueurs d'autres clubs. L'un des premiers nouveaux venus de Pakhtakor était le maître du sport de classe internationale du Dynamo de Moscou Andreï Yakubik. La direction du club du Dynamo ne s'y est pas opposée.
En 1982, au sein du club Pakhtakor, Yakubik devient le meilleur buteur du championnat d'URSS,. Yakubik a joué quatre saisons pour Pakhtakor, dont 119 matchs dans le championnat d'URSS et a marqué 66 buts.
Yakubik a quitté Pakhtakor à l'âge de 34 ans. Il est retourné à Moscou, a joué un an à Krasnaïa Presnia sous la direction d'un jeune entraîneur Oleg Romantsev et a mis fin à sa carrière de footballeur à l'âge de 35 ans.

## Statistiques
| Saison                | Club                       | Championnat           | Championnat | Championnat | Coupe(s) nationale(s) | Coupe(s) nationale(s) | Compétition(s) continentale(s) | Compétition(s) continentale(s) | Compétition(s) continentale(s) | Total | Total |
| Saison                | Club                       | Division              | M.          | B.          | M.                    | B.                    | Comp.                          | M.                             | B.                             | M.    | B.    |
| 1970                  | Dinamo Makhatchkala (prêt) | D3                    | 22          | 6           | -                     | -                     | -                              | -                              | -                              | 22    | 6     |
| Sous-total            | Sous-total                 | Sous-total            | 22          | 6           | -                     | -                     | -                              | -                              | -                              | 22    | 6     |
| 1971                  | Dynamo Moscou              | D1                    | 2           | 0           | -                     | -                     | -                              | -                              | -                              | 2     | 0     |
| 1972                  | Dynamo Moscou              | D1                    | 25          | 6           | 4                     | 1                     | C2                             | 5                              | 0                              | 34    | 7     |
| 1973                  | Dynamo Moscou              | D1                    | 13          | 3           | 5                     | 0                     | -                              | -                              | -                              | 18    | 3     |
| 1974                  | Dynamo Moscou              | D1                    | 6           | 0           | 3                     | 0                     | C3                             | 3                              | 0                              | 12    | 0     |
| 1975                  | Dynamo Moscou              | D1                    | 19          | 3           | -                     | -                     | -                              | -                              | -                              | 19    | 3     |
| 1976                  | Dynamo Moscou              | D1                    | 27          | 8           | 3                     | 3                     | C3                             | 2                              | 1                              | 32    | 12    |
| 1977                  | Dynamo Moscou              | D1                    | 28          | 10          | 6                     | 1                     | C2                             | 4                              | 1                              | 38    | 12    |
| 1978                  | Dynamo Moscou              | D1                    | 18          | 2           | 3                     | 1                     | C2                             | 4                              | 1                              | 25    | 4     |
| 1979                  | Dynamo Moscou              | D1                    | 20          | 1           | 4                     | 0                     | -                              | -                              | -                              | 24    | 1     |
| Sous-total            | Sous-total                 | Sous-total            | 158         | 33          | 28                    | 6                     | -                              | 18                             | 3                              | 204   | 42    |
| 1979                  | Pakhtakor Tachkent         | D1                    | 12          | 4           | -                     | -                     | -                              | -                              | -                              | 12    | 4     |
| 1980                  | Dynamo Moscou              | D1                    | 12          | 2           | 1                     | 0                     | C2                             | 2                              | 0                              | 15    | 2     |
| Sous-total            | Sous-total                 | Sous-total            | 24          | 6           | 1                     | 0                     | -                              | 2                              | 0                              | 27    | 6     |
| 1980                  | Pakhtakor Tachkent         | D1                    | 14          | 8           | -                     | -                     | -                              | -                              | -                              | 14    | 8     |
| 1981                  | Pakhtakor Tachkent         | D1                    | 27          | 13          | -                     | -                     | -                              | -                              | -                              | 27    | 13    |
| 1982                  | Pakhtakor Tachkent         | D1                    | 31          | 23          | 7                     | 2                     | -                              | -                              | -                              | 38    | 25    |
| 1983                  | Pakhtakor Tachkent         | D1                    | 32          | 15          | 2                     | 1                     | -                              | -                              | -                              | 34    | 16    |
| 1984                  | Pakhtakor Tachkent         | D1                    | 15          | 7           | -                     | -                     | -                              | -                              | -                              | 15    | 7     |
| Sous-total            | Sous-total                 | Sous-total            | 119         | 66          | 9                     | 3                     | -                              | -                              | -                              | 128   | 69    |
| 1985                  | Krasnaïa Presnia Moscou    | D3                    | 17          | 5           | -                     | -                     | -                              | -                              | -                              | 17    | 5     |
| Total sur la carrière | Total sur la carrière      | Total sur la carrière | 340         | 116         | 38                    | 9                     | -                              | 20                             | 3                              | 398   | 128   |

## Palmarès
Dynamo Moscou
- Champion d'Union soviétique au printemps 1976[7].
- Vainqueur de la Coupe d'Union soviétique en 1977[7].
- Finaliste de la Coupe d'Europe des vainqueurs de coupe en 1972[7].

 Union soviétique
- Médaillé de bronze aux Jeux olympiques d'été de 1972[7].